# L-グルコース
L-グルコースは、化学式C6H12O6またはH–(C=O)–(CHOH)5–Hで表わされる有機化合物であり、具体的には単糖の中のアルドヘキソースの一種である。最も一般的な単糖であるD-グルコースのエナンチオマー（鏡像異性体）である。
L-グルコースは自然界の高等生物においては見出されないが、実験室において化学的に合成することができる。L-グルコースは味ではD-グルコースと区別できないが、解糖系の出発酵素であるヘキソキナーゼによってリン酸化されないため生物のエネルギー源にはならない。既知の例外の一つは植物病原細菌のBurkholderia caryophylliである。この細菌はL-glucoseを酸化することができるD-threo-アルドース-1-デヒドロゲナーゼを含んでいる。

## 使用
L-グルコースは甘味を示す（D-グルコースよりもやや弱い）にもかかわらず、エネルギー源として利用されないため、低カロリー甘味料としての利用が提唱されている。誘導体であるL-グルコース ペンタアセタートはインスリンの分泌を刺激することが明らかにされている。また、緩下作用を示すことが明らかにされており、大腸洗浄（コロンクレンジング）剤としての利用が提唱されている。